# Engeströmska samlingen
Engeströmska samlingen, även Engeströmska biblioteket, kallas den förre utrikesstatsministern Lars von Engeströms skriftsamling, som numera huvudsakligen finns hos Kungliga biblioteket i Stockholm.
Ursprunget till denna samling är rester av ett antal arkiv från 1600-talet efter ärkebiskop Johannes Lenaeus och riksrådet Mattias Biörenklou med flera. Genom arv fick släkten Glos, senare Edenberg, och slutligen statssekreteraren Mathias Benzelstierna dessa i sin ägo.  Den sistnämnde, som även förvärvade sin farbror censor librorum Gustaf Benzelstiernas handskrifter, lät sina bok- och manuskriptsamlingar ingå i sitt 1790 för systersonen Lars von Engeström stiftade fideikommiss.
1864 gav Högsta domstolen tillstånd att överlåta samlingen till Kungliga biblioteket. Arkivalier och delar av handskrifterna överfördes 1879-83 till Riksarkivet.